# Gavin Williams (Rugbyspieler)
Gavin Lloyd Williams (* 25. Oktober 1979 in Auckland, Neuseeland) ist ein ehemaliger neuseeländisch-samoanischer Rugby-Union-Spieler auf der Position des Innendreiviertels und des Schlussmanns. Sein jüngerer Bruder Paul Williams ist ebenfalls ein neuseeländisch-samoanischer Rugby-Union-Spieler. Außerdem ist er der Sohn des ehemaligen neuseeländischen Rugbynationalspielers Bryan Williams.

## Biografie
Williams wuchs im Aucklander Vorort Grey Lynn auf und ging auf die Mount Albert Grammer School zur Schule. Bereits als Sechsjähriger begann er beim Rugbyverein seines Vaters, dem Ponsonby RFC Rugby zu spielen. Im Jahr 2000 gewann er mit der neuseeländischen U-21-Nationalmannschaft die Rugby-Junioren-Weltmeisterschaft und debütierte zudem für die Auswahlmannschaft der Auckland RFU in der neuseeländischen Rugbymeisterschaft National Provincial Championship (NPC). In den Jahren 2001, 2002 sowie 2004 konnte er jeweils mit dem Ponsonby RFC die Vereinsmeisterschaft der Auckland RFU, den sogenannten Gallaher Shield gewinnen.
Als er 2002 nicht für die NPC-Mannschaft Aucklands nominiert wurde, wechselte er 2003 zu Southland Rugby, für die er in zwei Spielzeiten auflief. Danach wechselte er für acht Monate zum damaligen italienischen Zweitligisten San Marco RC, bevor er im Jahr 2005 wieder zum Ponsonby RFC und zur Auckland RFU zurückging. In dem Jahr gewann er als Mannschaftskapitän mit Ponsonby erneut den Gallaher Shield und spielte für Auckland gegen die in Neuseeland tourenden British and Irish Lions. Auckland verlor das Spiel mit 13:17. Des Weiteren wurde er mit Auckland neuseeländischer Rugbymeister 2005. Nach der NPC-Saison 2005 wechselte er zur irischen Provinzmannschaft Connacht Rugby in die Celtic League. Mit Connacht spielte er auch im European Challenge Cup, dem zweitwichtigsten Rugby-Europapokalwettbewerb.
2007 wurde er für die samoanische Nationalmannschaft nominiert. Da er samoanische Großeltern hat und für Neuseeland noch kein A-Länderspiel absolviert hatte, war er laut den Statuten des Weltverbandes IRB für Samoa spielberechtigt. Williams gab sein Länderspieldebüt im Pacific Nations Cup am 19. Mai 2007 gegen die fidschianische Nationalmannschaft in Apia. Das Spiel gewann Samoa mit 8:3. Im späteren Verlauf des Jahres nahm er mit Samoa an der Rugby-Union-Weltmeisterschaft 2007 in Frankreich teil, wo sie jedoch bereits in der Gruppenphase ausschieden. Er spielte in den beiden Gruppenspielen gegen die südafrikanische Nationalmannschaft, dem späteren Weltmeister und gegen die tongaische Nationalmannschaft. Samoa verlor jeweils beide Spiele.
Nach der Weltmeisterschaft wechselte er 2007 von Connacht zum Aufsteiger US Dax in die französische Top 14. Außerdem spielte er mit dem Verein ebenfalls im Challenge Cup. Am Ende der Saison 2007/08 belegte Dax mit Platz 13 den zweitletzten Tabellenplatz der Top 14 und hätte eigentlich absteigen müssen, da der SC Albi jedoch gegen finanzielle Auflagen verstieß, musste dieser anstelle von Dax absteigen. 2008 spielte Williams für Samoa wieder im Pacific Nations Cup und für die Pacific Islanders auf ihrer Europatour. Auf dieser Tour lief er in den zwei Spielen gegen die französische Nationalmannschaft und gegen die italienische Nationalmannschaft auf.
Als Dax in der nächsten Saison wieder Zweitletzter wurde, stieg der Verein 2009 in die Pro D2 ab. Aufgrund dessen wechselte er innerhalb der Top 14 zur Spitzenmannschaft ASM Clermont Auvergne. Als Ergänzungsspieler wurde er mit Clermont in der Saison 2009/10 französischer Meister und gelangte bis ins Viertelfinale des Heineken Cup 2009/10, dem wichtigsten Rugby-Europapokalwettbewerb. In der Saison 2010/11 schaffte er es mit Clermont bis ins Viertelfinale der Top 14.
Obwohl er auch 2009 und 2010 für Samoa im Pacific Nations Cup und auf dessen Europatour spielte, verpasste er eine Berufung in den Kader für die Rugby-Union-Weltmeisterschaft 2011 in seiner Heimat Neuseeland.